# Поглянули агнці вгору
Поглянули агнці вгору (англ. The Sheep Look Up) — науково-фантастичний роман-антиутопія британського письменника Джона Браннера, який описує занепад планети внаслідок екологічної катастрофи, що призводить до поширення хвороб та смерті.

## Історія
Назва роману походить зі стрічки англійського поета Джона Мілтона — Голодні вівці дивляться вгору (поема «Люсідас»). Вийшов друком у видавництві «Harper & Row». Друге видання відбулося у 2003 році в «BenBella Books».

## Сюжет
Дія роману відбувається в невизначений рік у найближчому майбутньому. Більша частина Землі знаходиться під постійною хмарністю, а повітря надто забруднене, щоб дихати, не маючи фільтруючих масок або протигазів. Не вистачає продуктів харчування та чистої питної води. Забруднення води настільки серйозне, що часто видаються повідомлення про «не пити». Випари, що залишаються літаками, такі, що вони викликають повітряну хворобу в літаках, що літять позаду. Надмірне вживання антибіотиків зробило цілий ряд бактерій стійкими, а інфекційні хвороби поширеними.
Каліфорнію вкрито товстим шаром смогу, який не пропускає сонячні промені. Кислотні дощі змушують людей накриватися пластиком, щоб одяг не зіпсувався. Море стало настільки забрудненим, а пляжі настільки засипані сміттям, що наразі люди відпочивають у горах. Прибережні води переважно вкриті смердючою, маслянистою плівкою, що складається зі стічних вод, миючих засобів, промислових стоків та целюлозного мікроволокна.
Еколочна катастрофа у Середземномор'ї призводить до війни, голоду та громадянських заворушень у тамтешніх країнах. Балтійське і Каспійське моря також отруєні. Застосування дефоліантів та гербіцидів призводить до того, що дельта річки Меконг стає пустелею. Інтенсивне використання хімікатів зробило великі масиви сільськогосподарських угідь непридатними для вирощування будь-чого, що призвело до зростання цін на продукти харчування. Багато видів тварин, птахів й риб вимерло абознаходяться на межі існування.
Деякі з людей живє у «ватах», подібних до комун громадах, де намагаються жити максимально чисто. По всій країні діє рух екологів, які називають себе «трейнітами» за вченим Остіном Трейном. Сам Остін Трейн сховався після того, як надихнув рух, намагаючись попередити громадськість про небезпеки їхнього способу життя. Він працює смітярем.
Президент Прексі може запропонувати лише гасла у відповідь на різні катастрофи. Водночас американці по всьому світу воюють проти лівих урядів, зокрема у Гондурасі та В'єтнамі. Зростає злочинність, расові та громадянські заворушення. Подорожі за кордон не рекомендуються через терористичні атаки на літаки, тоді як дедалі менше людей отримують наукові, інженерні чи бізнесові ступені, оскільки напрямок сільського господарства стає в пріорітеті.
Основні події роману відбуваються протягом одного року, і кожен розділ зображує один місяць. У грудні Філіп Мейсон, керівник страхової компанії Angel City із Денвера, запізнюється на зустріч через божевільного, що кинувся під автомобіль на автостраді Санта-Моніка. Журналістка Пег Манкевич впізнає в загиблому свого друга Децима Джонса. За цим вона зустрічається з Остіном Трейном. деобговорює часті божевілля серед людей. В цей час Х'ю Петтінгілу, названому синові Джейкоба Бамберлі, керівника установи «Bamberley Trust», що виробляє «Нутріпон», влаштовують екскурсію фабрикою в Денвері. Тим часом в африканському селі Ношрі та Гондурасі люди стали божевільними після того, як з'їли харчовий продукт під назвою «Нутріпон» (харчовий продукт, вирощений на гідропоніці), виготовлений у США. Божевілля простежується до речовини, якоюсь мірою навмисно введеної в продукт. У міру зростання міжнародної напруженості екологічна шкода в США стрімко зростає. Епідемія діареї охоплює країну. Зростає рівень вроджених вад. Комахи джиграс, які стали стійкими до інсектицидів, вражають харчові культури. Страхова галузь стикається зі зменшенням тривалості життя та збільшенням екологічних катастроф. Компанія, яка намагається отримати прибуток від кризи, продаючи фільтри для води, вважає воду такою брудною, що фільтри забиваються. Люди в США починають проявляти ознаки божевілля, подібні до тих, що в Африці та Центральній Америці.
Січень. Надзвуковий авіалайнер, що летить над Скелястими горами, викликає лавину, яка руйнує новий гірськолижний курорт у Тауергіллі (штат Колорадо). Поліцейський Піт Годдард стає героєм після того, як рятує групу дітей, що опинилися у снігу. Водночас журналістка Пег Манкевич дізнається, що в організмі Децима Джонса було виявлено наркотик. Але вона знає, що той не був наркоманом, тому продовжує розслідування. Джейкоб Бамберлі на популярному телешоу «Петронелла Пейдж» спростувати твердження про те, що «Нутріпон» був винуватцем хвороб. Господар передачі пропонує Бамберлі з'їсти частку «Нутріпона». Раптом загроза бомби змушує евакуювати студію.
Лютий. Лікар Майкл Адвовсон з Ірландії лікує молоду дівчину, яка поранила палець на нозі після гри на фермі, яка використовувалася як сміттєзвалище. У Філіпа Мейсон діагностують гонорею через один інтимний зв'язок у Лас-Вегасі. Медсестра Люсі Ремадж, яку евакуювали з Ношрі, виявляє ознаки божевілля. Х'ю Петтінгіл тікає здому після того, як довідався про роль названого батька в поширенні Нутріпона, що викликає божевілля.
Березень. На шляху до «вату» в Колорадо, де мешкав Децим Джонс їдуть журналістка Пег Манкевич і Феліція, сестра Джонса. На шляху вони підбирають Х'ю Петтінгіла. У «ваті» трійця зустрічає Зену, удову Джонса. В цей час гонндурасець в помсту з човна в Тихому океані відправляє повітряну кулю на Сан-Дієго, що викликає потужний вибух. Філіп Мейсон втрачає роботу через кризу, викликану руйнуванням гірськолижного курорту у Тауергіллі. Його бере на роботу Алан Проссер, який керує сантехнічною компанією для продажу побутових фільтрів для води японської корпорації «Міцуяма». При цьому Проссер має намір використати статус героя Піта Годдарда для просування свого товару. Лікар Майкл Адвовсон, аналізуючи зразки з африканського селища Ношрі, виявляє ріжок, що викликає галюцинацій та деменцію. Коли він летить до Нью-Йорку, колишня медсестра Люсі Ремадж випадково опинилася в одному літаку і розповідає йому свою теорію про те, що їжа була навмисно отруєна, намагаючись послабити уряди країн третього світу, щоб дозволити експлуатацію їхніх ресурсів.
Квітень. Джеррі Торн, керівник «Bamberley Trust», перебуваючи у себе вдома на одному з островів Карибського басейну, розмовляє з колегою Мозесом Грінбріаром, що завітав у гості. В цей час чує, як дружина того Мойсея кричить. Виявляється, що Ненсі, дружина Торна, зазнала впливу нервово-паралітичної речовини, скинутої військовими ще наприкінці Першої світової війни. Невдовзі вона помирає, а Джеррі Торн вирішує знайти винного. В цей час Х'ю Петтінгіл звикає до життя у «ваті». Він починає курити марихуану разом з Карлом Траверсом, який є стриєчним братом Піта Годдарда. Зрештою обидва кохаються.
У Нью-Йорку Майкл Адвовсон зустрічається з Джейкобом Бамберлі, щоб обговорити можливе отруєння «Нутріпоном». Бамберлі хоче, щоб Адвовсон сертифікував нове обладнання безпеки заводу. Під час зустрічі вибухає бомба автомобіля, підкладена «трейнітами» і руйнує офіс компанії. Корпорація «Міцуяма» відправляє Хідекі Кацамуру до США, де запускає свої фільтри для води. Протягом усієї подорожі Кацамуру мучить діарея. Він виявляється нульовим пацієнтом для спалаху гострого ентериту, який спустошує країну. Залишається невизначеним, чи це було навмисне отруєння для збільшення продажів фільтрів для води.
Травень. В США продовжує поширюватися епідемія ентериту — вже захворіло 35 млн осіб. Багато з них не можуть працювати, підприємства змушені зменшити кількість працівників до мінімума, діють так званні «скелетні бригади», а служби, зокрема поліція, громадській транспорт та збір сміття перебувають у кризі через нестачу персоналу. Хвороба рослин «джиграс» потрапляє до «вату» в Колорадо, де знищує врожай. Джейкобом Бамберлі обіцяє знищити запаси «Нутріпона». Х'ю Петтінгіл і Карл Траверс залишають «ват», невдовзі зустрічають людину, що називає себе Остіном Трейном, а насправдні є самозванцем.
Червень. Лікар Майкл Адвовсон прибуває до Денверу, щоб контролювати знищення «Нутріпону». Він зустрічає кількох голодних молодиків, які вважають їжу отруйною. Майкл намгається доветси зворотнє. Під час цього спалахує заворушення. Армія використовує лазерні гармати і 63 людини гинуть, зокрема Майкл. Журналістка Пег Манкевич зустрічає Люсі Ремадж та людину на ім'я Фернандо Арріегас, щоб обговорити інцидент у Ношрі. Але останні змушують Пег з'їсти «Нутріпон». Коли це відбувається, загадкові чоловіки заходять у номер готелю і вбивають Люсі та Фернандо.
Джеррі Торн зустрічається з професором Кварі, де обгорює смерть своєї дружини. Під час розмови мова заходить про «Пурітан Фудз», компанію, яка претендує на продаж незабруднених продуктів харчування, і пов'язана з організованою злочинною групою «Синдікат». Кварі зазначає, що ця їжа нічим не ліпша за іншу. Також обговорюють, як джиграси потрапили до США. Виявляється імпортер хробаків у Техасі видав їх за звичайних черв'яків, що дозволило їм пройти повз перевірку. Коли Джеррі Торн збирається йти, невідомі чоловіки з'являються у квартирі вбивають Торна, Кварі та його дружину. В подальшому виявляється, що це федеральні агенти за наказом президента вбивають усіх незгодних або хто намагається докопатися до правди.
Липень. Джейкоб Бамберлі сперичається з дружиною Мод щодо «Нутріпона». Узапалівін їсть цукерку, вилучену у одного з його хронічно хворих дітей. У нього виникає алергична реакція, не тямучи себе, Бамберлі випадає з вікна й гине. В цей час рух «трейнітів» вдається до все більш широких терористичних дій — вибухають автозаправні станції, підривається нова розв'язка автомагістралей в Алабамі, саботується лісопильний завод у Джорджії, вбиваються лісоруби, що намагалися зрубати рештки дерев в Каліфорнії.
Х'ю Петтінгіл, Карл Траверс та Псевдо-Трейн, планують викрасти Гектора Бамберлі, небожа загиблого Джейкоба. Його батько — Роланд — став дистриб'ютором фільтрів для очищення води «Міцуяма» на Західному узбережжі, і вони хочуть змусити його роздавати їх безкоштовно. Пег Манкевич прокидається в лікарні. Невдовзі допитується федеральним агентом щодо зв'язків з Остіном Трейном.
Серпень. Виявляється, що водні фільтри «Міцуяма» постійно забиваються бактеріями. Алану Проссеру загрожує банкротство, оскільки їх доведеться замінити. У Колорадо відбуваються збори членів «ват» з усієї країни. Вони обговорюють звіт про «Пурітан Фудз», коли раптово літак обстрілює збори, вбиваючи багатьох.
Кітті, подруга Х'ю Петтінгіла, заманює до себе Гектора Бамберлі, якого хапають. В цей час Пег Манкевич переконує Остіна Трейна вийти з підпілля. Пег домовляється про участь останнього в телешоу «Петронелла Пейдж». Після того, як майор на ракетноядерній базі в Північній Дакоті раптово збожеволіє і ледь не вбиває своїх двох дітей, уряд США оголошує, що країна зазнає біологічних нападів, і запроваджує воєнний стан і починає арештовувати «трейнітів». Кілька відвертих критиків уряду вбиті.
Вересень. Х'ю Петтінгіл, Карл Траверс та Псевдо-Трейн стурбовані погіршенням здоров'я Гектора Бамберлі. При цьому його батько Роланд не виконує вимоги. Тому Гектора відпускають. Той страждає від усіх хвороб, поширених у міських нетрях. Гектор стверджує, що його викрав Остін Трейн, якого заарештовують під час телешоу «Петронелла Пейдж».
У Денвері раптово починається потужний спалах божевілля. Один із співробітників Алана Проссера намагається його вбити. Філіп Мейсон мчить додому, дейого дружина Деніз повідомляє, що їх син Гарольд вбив сестру Джоді. Алан Проссер гине підчас пожежі на складі.
Жовтень. Протягом місяця родина Мейсонів ховається у будинку. Раптом заходять солдати, що оголошують їх першими знайденими живими людьми. Лікар Дуг Макніл, друг Філіпа Мейсона, повідомляє тому, що водогін Денвера заражений ріжком. Зацим Філіпа Мейсона забирають до армії, яка контролює порядок на вулицях.
Х'ю Петтінгіл зустрічає МодБамберлі, що збожеволіла. Невдовзі його хапають за підозрою у змові з «трейнітами». Карл Траверс повідомляє Пег Манкевич, яку раптово зустрів, що він подарував Дециму Джонсу коробку з «Нутріпоном».
Листопад. Псевдо-Трейн закладає у будівлю суду, деповинен бувпочатися процес над справжнім Остіном Трейном, але невдовзі помирає від галюцінацій. Філіп Мейсон патрулює, коли інший солдат звинувачує його у отруєнні води своїми фільтрами і вбиває його. Поліцейський Піт Годдарда купуєю вагітній дружині Джін мікрохвильову піч, як ута використовує його для приготування курки, але піч раптом вибухає. Джін виживає, але виявляється, що радіація з микрохвильовки вплинула на майбутню дитину. Піт вступає до лав «трейнітів». Журналістка Пег Манкевич висвітлює судовий процес над справжнім Остіном Трейном. Гектор Бамберлі виявляє, що він не той, хто брав учатсьв його викраденні. Остін користується нагодою виступити з промовою на своєму судовому судовому процесі. Він закликає людство припинити руйнувати своє довкілля. Він також розкриває джерело отруєнь ріжками. Виявляється, у 1963 році військові зберігали контейнери з нервовим газом на основі ріжків у горах, що оточують Денвер. Одного разу, перед самим Різдвом, землетрус призвів до того, що один зконтейнерів розірвався, а його вміст потрапив у воду, що постачала фабрику «Нутріпон», внаслідок чого забруднилися продукти харчування, які вона виробляла. Коли він закінчує свою промову, оператор повідомляє йому, що президент наказав припинити трансляцію. В цей час бомба, закладена Псевдо-Трейном вибухає, вбиваючи усіх в суді.
Наприкінці лікар в Ірландії повідомляє пацієнці, що дим з Америці ще багато часубудедмуть, а людству потрібно пройти довгий шлях. При цьому дається натік, що єдиний спосіб вижити планеті Земля в цілому — це зникнення Сполучених Штатів Америки та їх споживаючої й забруднюючої культури.

## Теми
- екологічні: песимістична точку зору на майбутнє з точки зору збереження природного середовища та здатності людей долати екологічні проблеми;
- етичні і моральні: чи допустимо діяти злочиними, аморальними заходами задля справдливості та шляхетної мети;
- «овці» — люди, які не бачать і не розуміють усієї картини світу. Вони не можуть простосувати очікування до життя, і навіть якщо зможуть, не відходять від натовпу, йдучи за поводирями.

## Стиль
Роман написаний як фрагментована постмодерністська розповідь з безліччю напрямків і безліччю персонажів, які зовсім не зустрічаються один з одним або з'являються лише в одній чи двох сценах, чи зустрічаються інколи. Замість розділів книга розділена на оповідки довжиною від 30 слів до кількох сторінок.
Особливістю є те, що у романі немає справжніх героїв, суперлиходіїв або навіть насправді якогось навмисного зла.

## Критика
Згідно думки Мартін Аміса цей роман «масивний, хаотичний, дзвінкий», переповнений персонажами (більше 20). Їнші навпаки відзначали його творчість, майстерну вигадку і філософську гостроту.
Еколог та теоретика соціальних змін Джеймс Джон Белл трактує роман майже як пророцтво, проводячи паралелі між подіями в книзі та подальшими подіями насправді, наче автор відкриває вікно того, як міг би виглядати світ, якби не були вжиті певні дії. Роман розглядається як випередження напрямку «клі-фай» (кліматичної)-фантастики.
На думку наступних критиків роман є вмілим і лякаючим політично-соціальним передбаченням, який займає своє чільне місце поряд з «Оповіддю служниці» Маргарет Етвуд, «Чудовим новим світом» Олдоса Хакслі, «451 градус за Фаренгейтом» Рея Бредбері та «1984» Джорджа Орвелла.
Його актуальність зберігається в екологічному, соціальному і політичному вимірі. Про це свідчить те, що критики порівнюють Прексі, президента США, до з Рональдом Рейганом, то Джорджем Бушем-молодшим, то з Дональдом Трампом, а рух «трейнітів» порівнюють з антивакцинаторами або веганами.

## Нагороди та номінації
1972 рік — Премія «Неб'юла» за найкращий роман (номінація)